# Illeta dels Banyets
El jaciment arqueològic de la Illeta, també anomenat Illeta dels Banyets i popularment Banyets de la Reina, correspon a l'època del bronze, orientalitzant, ibèric antic, ple i romà imperial; està situat al terme municipal del Campello (l'Alacantí, País Valencià).
La Illeta va deixar de ser illa el 1944, amb la construcció d'un istme de terra per mitjà d'una voladura que va destruir part del jaciment, però, fins a l'edat mitjana era, tal com ara, una petita península.

## Història

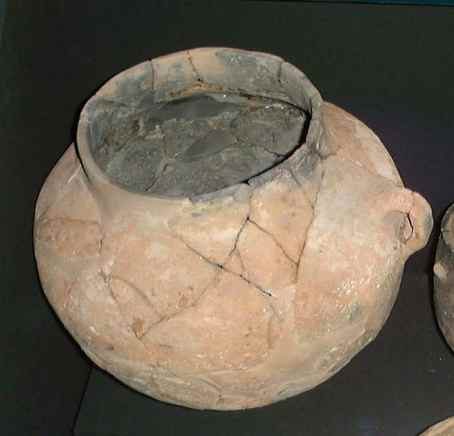
Gerra procedent de la Illeta

El lloc presenta indicis d'ocupació des de finals del tercer mil·lenni aC. Va ser ocupat de nou durant l'edat de bronze. Al segle v aC, va ser poblat per membres de la cultura ibèrica, i hi destacà una certa activitat productiva, amb instal·lacions de transformació de productes agrícoles i per a la conservació de peix. El poblat ibèric es va abandonar al segle iii aC i, durant tres-cents anys, el lloc va quedar despoblat. En època romana, sobre les ruïnes ibèriques i prehistòriques, es va alçar una vila agrícola que contenia unes petites termes. D'aquesta època, són unes basses a l'extrem sud i al nord de la illeta, comunicades amb el mar, interpretades com a piscifactoria, en les quals es criaven peixos; aquestes construccions donen el nom dels Banyets de la Reina a la zona del jaciment, ja que segons l'imaginari popular eren els banys d'una reina mora. L'últim període d'ocupació de la Illeta és islàmic, del segle xi.
De gran interès són les plantes dels dos temples, l'un de tradició semítica (culte de Tanit o d'una dea de la fecunditat), l'altre llatí. Materials consistents en ceràmiques d'importació (àtic del segle iv amb grafits en alfabet grecoibèric, etc.), vaixella de luxe d'origen púnic, itàlic i del taller de Roses. Les restes materials permeten estimar el començament del poblat ibèric al voltant de la meitat del segle v aC, amb un moment d'esplendor en el iv, i el final de l'ocupació en el iii. Amb posterioritat, es va produir una ocupació en època romana imperial i àrab, fins al seu abandonament probablement en el segle xi. Anterior a l'època ibèrica, es va documentar una ocupació de l'edat del bronze.